# Robert Perks
Pour les articles homonymes, voir Perks.
Robert William Perks, 1er baronnet, est un homme politique du Parti libéral britannique, né le 24 avril 1849 et mort le 30 novembre 1934.

## Biographie
Perks étudie à Kingswood School (en), puis au King's College de Londres de 1867 à 1871. Il devient ensuite notaire et s'associe avec Henry Fowler, 1er vicomte de Wolverhampton.
De 1892 à janvier 1910, il représente la circonscription de Louth (Lincolnshire) au Parlement du Royaume-Uni. Il est fait baronnet en 1908.
Perks est inhumé au cimetière de Brookwood, dans le comté de Surrey. Son fils lui succède au titre de baronnet. Sa fille, Edith Mary, épouse l'officier Bertram Allen (en) en 1908.